# Martin Pinter
Martin Pinter (* 10. Mai 1997 in Saint-Germain-en-Laye, Frankreich) ist ein französischer American-Football-Spieler auf der Linebacker-Position. Er spielt für Rhein Fire in der European League of Football.

## Werdegang

### Vereins-Football
Pinter begann im Winter 2011 in der Schulmannschaft des Theodor-Fliedner-Gymnasiums mit dem American Football. In den ersten Jahren seiner Laufbahn spielte er bei den Typhoons auf verschiedenen Positionen. So kam er als Receiver, Defensive Back und auch als Quarterback zum Einsatz. Als Quarterback wurde er auch schon 2013 in die NRW Jugendauswahl („Green Machine“) berufen. Später konzentrierte er sich auf die Position des Outside Linebackers, auf dieser gewann er mit der „Green machine“  2016 das Jugend-Länderturnier in Mainz.
Nach der Jugendzeit schloss sich Pinter 2017 den Solingen Paladins an, bei denen bereits einige vormalige Spieler der Typhoons aktiv waren. Im ersten Jahr in Solingen stieg Pinter mit den Paladins ungeschlagen in die German Football League 2 (GFL 2) auf. 2020 entschied sich Pinter für einen Wechsel zu den Cologne Crocodiles. Seinen ersten Einsatz hatte er allerdings aufgrund einer Schulteroperation sowie der Absage der Saison 2020 erst im Jahr 2021. Gemeinsam mit Sasan Jelvani führte Pinter mit zwölf Sacks die Liga in dieser Statistik an. Daraufhin wurde er in das GFL All-Star Team berufen sowie teamintern als bester Edge Rusher ausgezeichnet.

### European League of Football
Zur Saison 2022 wechselte Pinter zu Rhein Fire um Head Coach Jim Tomsula. Das Franchise mit Sitz in Düsseldorf war der Liga zur zweiten Spielzeit der ELF neu beigetreten. Bei Rhein Fire fungierte Pinter als Stammspieler, kam aber im Gegensatz zum vorherigen Jahr seltener als Edge Rusher zum Einsatz. In insgesamt elf Einsätzen verzeichnete er 73 Tackles und 5,5 Sacks, was beides teamintern den Bestwert darstellte. Zudem forcierte er drei Fumbles. Für die Saison 2023 verlängerte er bei Rhein Fire.

## Privates
Pinter ist der Sohn einer französischen Mutter und eines ungarischen Vaters. Er wuchs gemeinsam mit einem älteren Bruder in Düsseldorf auf. Sein Bruder war ebenfalls im American Football aktiv. Pinter besuchte das Theodor-Fliedner-Gymnasium. Später studierte er an der Technische Hochschule Köln erneuerbare Energien.